# Associazione Sportiva Dilettantistica Martina Calcio 1947
Maillots
L'Associazione Sportiva Dilettantistica Martina Calcio 1947, le plus souvent appelée Martina, est le principal club de football de Martina Franca (Tarente), fondée en 1947 en tant qu'association de football, leurs couleurs sont le blanc et le bleu.
Martina joue actuellement dans le championnat Championnat d'Italie de football D3 et joue ses matchs à domicile au stade Giuseppe Domenico Tursi (it) qui a une capacité de 4 500 places.
À partir de 2002, l'Association de football Martina a joué en Championnat d'Italie de football D3 mais le club abandonne cette division avec l'échec de leur saison 2007-2008.
Le 21 août 2008, la FIGC a admis en première classe le club de Martina jeunesse TSA rebaptisée par la suite l'A.S.D Martina. Après sa promotion en deuxième division pour la saison 2011-2012 a eu lieu le 6 mai 2012 avec une victoire contre Sarnese.

## Histoire
Le club a été fondé en 1947. Martina a joué dans le groupe B de la Serie C1 durant la saison de 2007-2008, terminant dernier, le club a été relégué en Seconda Divisione Lega Pro (Championnatt D4).
Le club avait besoin de fonds, mais avec sa relégation en quatrième niveau du football professionnel de l'Italie, aucun investisseur n'a été trouvée et le club a décidé de ne pas présenter d'équipe pour la saison 2008-09.
Le club a joué contre la Juventus pour la première fois lors d'un match de la Coupe d'Italie 2006-07.
L'équipe des jeunes du club joue ses matchs à domicile au Stade communal Azzurri d'Italia.

## Championnats nationaux
Le club a joué 66 saisons au niveau national.
| Championnats | Nombres de participations | Début     | Fin       |
| ------------ | ------------------------- | --------- | --------- |
| III          | 11                        | 1970-1971 | 2015-2016 |
| IV           | 26                        | 1958-1959 | 2014-2015 |

## Identité du club

### Changements de nom

Logo de 2012 à 2016

- 1947-1996 : Associazione Sportiva Martina
- 1996-2008 : Associazione Calcio Martina 1947
- 2008-2010 : Associazione Sportiva Dilettantistica Gioventù Martina
- 2010-2012 : Associazione Sportiva Dilettantistica Martina
- 2012-2016 : Associazione Sportiva Martina Franca 1947
- 2016- : Associazione Sportiva Dilettantistica Martina Calcio 1947

### Supporters
Les supporters du club sont jumelés avec le club de Nardò et entretiennent une solide amitié avec le  Teramo.
En revanche, le club est en rivalité avec les clubs de Fasano, Brindisi, Monopoli, Manfredonia, Tarente et Frosinone.

## Joueurs et personnalités du club

### Entraîneurs
- Luciano Aristei (it)
- Gaetano Auteri (it)
- Luigi Boccolini (it)
- Fabio Brini (it)
- Andrea Camplone (it)
- Angelo Carrano (it)
- Biagio Catalano
- Nicola Di Leo
- Cosimo Francioso (it)
- Antonio La Palma (it)
- Pietro Magni
- Frederic Massara (it)
- Giovanni Mialich (it)
- Tommaso Napoli
- Vincenzo Patania (it)
- Ambrogio Pelagalli (it)
- Maurizio Pellegrino (it)
- Bruno Pinna (it)
- Luciano Pirazzini (it)
- Roberto Rizzo (it)
- Mario Russo (en)
- Giovanni Simonelli (entraîneur) (it)
- Roberto Sorrentino (it)

### Joueurs emblématiques
Voici une liste de joueurs ayant joués à l'AS Martina Franca :
- Renato Acanfora (it)
- Andrei Agius
- Marco Ambrogioni (it)
- Luigi Anaclerio (it)
- Pietro Assennato (it)
- Maurizio Bedin (it)
- Bruno Cazarine (it)
- Umberto Calcagno (it)
- Lucas Cantoro (it)
- Carlo Cardascio
- Roberto Cardinale (it)
- Angelo Carrano (it)
- Moris Carrozzieri (it)
- Ivan Casriglia
- Biagia Catalano
- Daniele Chiarini (it)
- Espedito Chionna (it)
- Alejandro Correa (it)
- Sandro Crispino (it)
- Salvatore D'Alterio (it)
- Giancarlo D'Astoli (it)
- Marcos Ariel de Paula
- Massimo De Solda (it)
- Umberto Del Core (it)
- Alessandro Del Grosso (it)
- Antonio Dell'Oglio (it)
- Nicola Diliso (it)
- Almamy Doumbia (it)
- Massimiliano Fanesi (it)
- Francesco Fonte (it)
- Hashimu Garba (it)
- Giuliano Gentilini (it)
- Raúl Alberto González (it)
- Giovanni Indiveri (it)
- Andrea Lisuzzo (it)
- Massimo Manca (it)
- Marco Mancinelli (it)
- Felice Mancini (it)
- Francesco Mancini (football) (it)
- Massimiliano Marsili
- Roberto Maurantonio
- Walter Monaco (it)
- Antonio Morello (it)
- Vincenzo Moretti (football) (it)
- Antonio Narciso (it)
- Nicki Bille Nielsen
- Franck Oliver Ongfiang
- Pietro Parente (football) (it)
- Rocco Roberto Paris
- Vanderson Scardovelli (it)
- Massimo Scoponi (it)
- Marco Serra (it)
- Stefano Sottili (it)
- Salvatore Sullo (it)
- Martino Traversa (it)
- Aladino Valoti (it)
- Divo Vannucci (it)
- Pietro Zammuto